# Marzens
Marzens – miejscowość i gmina we Francji, w regionie Oksytania, w departamencie Tarn.
Według danych na rok 1990 gminę zamieszkiwało 198 osób, a gęstość zaludnienia wynosiła 18 osób/km² (wśród 3020 gmin regionu Midi-Pireneje Marzens plasuje się na 865. miejscu pod względem liczby ludności, natomiast pod względem powierzchni na miejscu 1018.).